# 紫云路 (合肥)
紫云路，中国安徽省合肥市的一条东西干道，得名自黄山三十六小峰之一的紫云峰，西起经开区（行政上隶属蜀山区）翡翠路，东达滨湖新区（行政上隶属包河区）南淝河路，全长16.3公里。紫云路经过翡翠路、金寨路、蓬莱路、莲花路、天都路、始信路、玉龙路、西藏路、徽州大道、庐州大道、包河大道、北京路、上海路等道路。
合肥轨道交通1号线紫庐站位于紫云路与庐州大道交叉口。

## 轨道交通
- █ 7号线（在建）